# Манастир Јовања
Манастир Јовања се налази у непосредној близини Ваљева, на десној страни клисуре реке Јабланице, у атару села Јовања, (7 km) на путу за Поћуту и Бајину Башту, припада Епархији ваљевској Српске православне цркве.
Манастирска црква посвећена Рођењу Светог Јована преставља непокретно културно добро као споменик културе од великог значаја.

## Историја
Нема поузданих извора када је подигнут манастир, иако се верује да је највероватније почетком 15. или почетком 16. века. У првој половини 18. века у манастиру је постојала богословска школа, да би 1788. године Турци запалили манастир. Почетком 19. века претворен је у мирску цркву.
Манастирска црква је једнобродна грађевина правоугаоне основе, која припада упрошћеном рашком стилу, са кубетом које носе прислоњени лукови са северне и јужне стране и полукружним сводом на источној и западној страни. Невелика црква има основу подељена пиластрима на три травеја. Свој карактеристичан изглед храму даје доминантна купола цилиндричног тамбура постављена над централним травејем. Олтарска апсида је полукружна и засведена, са нишама у којима су смештени ђаконикон и проскомидија. Две припрате су дозидане касније. Припрата је дозидана почетком 18. века (1706) када је цео манастир обновљен захваљујући ктиторству браће Витановић, Јовану и Јевти, који су сахрањени, заслугом свог ктиторства, у порти јужно од храма.
Делови сачуваног живописа показује неке сцене из Великих празника и стојеће фигуре, а на западном зиду, у првобитном изгледу храма где је доминирао трем, био је насликан Страшни суд. Старији живопис (из 17. века) цркве светог Јована је обнављан неколико пута. Композиција Христовог распећа на северном зиду издваја се својом монументалношћу. Представа Благовести налази се на источном луку на простору испод кубета, а значајна фреска, Крштење Христово, на јужном зиду.
Игуман манастира је архимандрит Михаило Биковић.